# 王宝贞
王宝贞（1932年4月10日—2022年2月13日），男，山东胶县人，中国给水排水专家，哈尔滨工业大学教授、博士生导师，国际水科学院院士。

## 生平
1947年毕业于胶州瑞华初中，1950年毕业于青岛第一中学。1955年毕业于哈尔滨工业大学给水排水专业，历任哈尔滨工业大学、哈尔滨建筑工程学院助教、讲师、副教授、教授，市政与环境工程系主任。兼任国际水污染研究与控制协会理事、中国分会副主席，国务院学位委员会学科评审组成员（1984年－2002年）。2002年当选国际水科学院院士。
2002年退休。2022年2月13日5时50分在北京逝世。